# Alan Sorrenti
Alan Sorrenti (Napels, 9 december 1950) is een Italiaanse zanger. Sorrenti werd geboren in Napels, maar zijn moeder was Britse, en hij bracht veel van zijn kinderjaren door in Aberystwyth, Wales. Hierdoor spreekt hij vloeiend Italiaans en Engels en hij zong in beide talen tijdens zijn loopbaan. Hij bracht zijn eerste album, "Aria", in 1972 uit, gevolgd door "Come un vecchio incensiere all'alba di un villaggio deserto" in 1973. Beide albums bestonden vooral uit progressieve rock en experimentele nummers. "Aria" werd door critici beschouwd als een meesterwerk. 
In 1977 en 1978 bracht hij de albums Figli delle stelle en L.A. & N.Y. uit. In 1979 won hij het zomerfestival Festivalbar met Tu sei l'unica donna per me.
Hij vertegenwoordigde Italië op het Eurovisiesongfestival 1980 met Non so che darei en werd 6de.
Hij bekeerde zich tot het boeddhisme en bleef albums uitbrengen, maar die haalden niet de successen die hij in de jaren zeventig haalde.
Op het San Remo Festival van 1988 werd hij laatste. Hij bracht nog 3 albums uit, in 1992 Radici, in 1997 Miami en in 2003 Sottacqua.
1956: Franca Raimondi + Tonina Torrielli · 
1957: Nunzio Gallo · 
1958: Domenico Modugno · 
1959: Domenico Modugno · 
1960: Renato Rascel · 
1961: Betty Curtis · 
1962: Claudio Villa · 
1963: Emilio Pericoli · 
1964: Gigliola Cinquetti · 
1965: Bobby Solo · 
1966: Domenico Modugno · 
1967: Claudio Villa · 
1968: Sergio Endrigo · 
1969: Iva Zanicchi · 
1970: Gianni Morandi · 
1971: Massimo Ranieri · 
1972: Nicola di Bari · 
1973: Massimo Ranieri · 
1974: Gigliola Cinquetti · 
1975: Wess & Dori Ghezzi · 
1976: Al Bano & Romina Power · 
1977: Mia Martini · 
1978: Ricchi e Poveri · 
1979: Matia Bazar · 
1980: Alan Sorrenti · 
1983: Riccardo Fogli · 
1984: Alice & Battiato · 
1985: Al Bano & Romina Power · 
1987: Umberto Tozzi & Raf · 
1988: Luca Barbarossa · 
1989: Anna Oxa & Fausto Leali · 
1990: Toto Cutugno · 
1991: Peppino di Capri · 
1992: Mia Martini · 
1993: Enrico Ruggeri · 
1997: Jalisse · 
2011: Raphael Gualazzi · 
2012: Nina Zilli · 
2013: Marco Mengoni · 
2014: Emma Marrone · 
2015: Il Volo · 
2016: Francesca Michielin · 
2017: Francesco Gabbani · 
2018: Ermal Meta & Fabrizio Moro · 
2019: Mahmood · 
2021: Måneskin · 
2022: Mahmood & Blanco · 
2023: Marco Mengoni · 
2024: Angelina Mango · 
2025: Lucio Corsi
- Bibliothèque nationale de France: cb13931703z (data)
- Gemeinsame Normdatei: 134525981
- International Standard Name Identifier: 0000 0000 0093 5990
- Library of Congress Control Number: no98019429
- MusicBrainz: a5249ff4-11d4-4c19-afd4-94bb41c1756b
- Istituto Centrale per il Catalogo Unico: LO1V190757
- Virtual International Authority File: 185149294409280522743